# نونو ميلو
نونو ميلو (بالبرتغالية: Nuno Melo‏) هو سياسي برتغالي، ولد في 18 مارس 1966 بفيلا نوا د فاماليساو في البرتغال. حزبياً، نشط في المركز الديمقراطي والاجتماعي - حزب الشعب ‏. في انتخابات البرلمان الأوروبي 2009، انتخب عضو في البرلمان الأوروبي عن دائرة البرتغال ‏ لترشحه ضمن   قائمة المركز الديمقراطي والاجتماعي - حزب الشعب ‏، وقد انضم خلال فترته النيابية (14 يوليو 2009 – 30 يونيو 2014)  للكتلة البرلمانية الكتلة البرلمانية لحزب الشعب الأوروبي وانتخب عضو مجلس الجمهورية ‏ وفي انتخابات البرلمان الأوروبي 2014، انتخب عضو في البرلمان الأوروبي عن دائرة البرتغال ‏ لترشحه ضمن   قائمة المركز الديمقراطي والاجتماعي - حزب الشعب ‏، وقد انضم خلال فترته النيابية (1 يوليو 2014 – )  للكتلة البرلمانية الكتلة البرلمانية لحزب الشعب الأوروبي.

## وصلات خارجية
- الموقع الرسمي